# Nannostomus trifasciatus
Nannostomus trifasciatus és una espècie de peix de la família dels lebiasínids i de l'ordre dels caraciformes.

## Morfologia
- Els mascles poden assolir 3,3 cm de longitud total.[1][2]

## Alimentació
Menja cucs, crustacis i insectes.

## Hàbitat
És un peix d'aigua dolça i de clima tropical (24 °C-28 °C).

## Distribució geogràfica
Es troba a Sud-amèrica: conca del riu Amazones al Perú, Bolívia i el Brasil; conca del  riu Negro i Guaiana.